# Asamblea Regional Siciliana

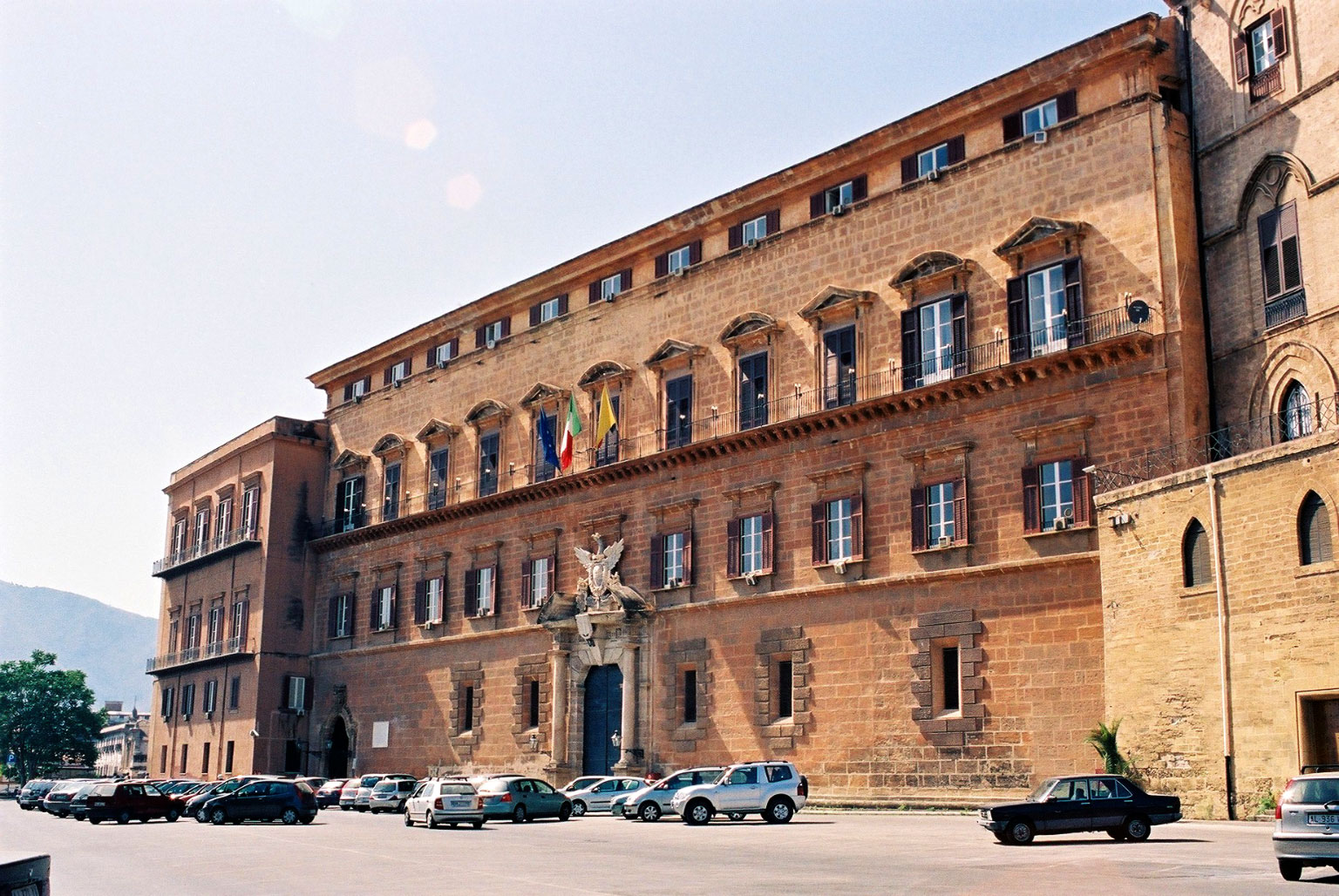
El Palacio de los Normandos

La Asamblea Regional Siciliana es el órgano legislativo de Sicilia. Aunque tiene una larga historia como entidad autónoma, la actual Región de Sicilia fue creada por Real Decreto el 15 de mayo de 1946, antes de la República Italiana. La Asamblea Regional tiene el poder legislativo más amplio de Italia y es la única asamblea regional que tiene el título de parlamento y sus miembros son denominados diputados como los de Roma. Cada cinco años se eligen setenta diputados en las nueve provincias.

## Historia
El Parlamento siciliano es considerado uno de los más antiguos del mundo (junto con los de Islandia y las Islas Feroe, que, sin embargo, no tenían poder de decisión,[cita requerida] hecho que convierte al Parlamento siciliano en el primero en el sentido moderno). En 1097 tuvo lugar en Mazara del Vallo la primera conferencia convocada por Roger I el Gran Conde de un parlamento inicialmente itinerante. Desde 1130 la sede de la Cámara es el Palazzo dei Normanni en Palermo.

### Posguerra
La elección de un parlamento democrático se produjo al final de la Segunda Guerra Mundial. Para desactivar el movimiento separatista en Sicilia, en febrero de 1945 se creó el Consejo Regional Siciliano y el 15 de mayo de 1946 se promulgó el estatuto especial.
Después de las elecciones regionales del 20 de abril de 1947, este órgano renació como Asamblea Regional Siciliana el 25 de mayo de 1947. En 1997 la Asamblea celebró su 900 aniversario y en 2001 el presidente fue elegido directamente por los ciudadanos. El 26 de enero de 2008, por primera vez en la historia republicana, la Asamblea fue disuelta por la dimisión del presidente regional Salvatore Cuffaro.

## Sede
La Asamblea tiene su sede en el prestigioso Palazzo dei Normanni (Palacio de los Normandos) de Palermo. Fue construido en el siglo XI tras la conquista normanda de Sicilia y ha sido objeto de varias ampliaciones y reformas. En él residieron los reyes de Sicilia, entre ellos Federico II de Suabia y, más tarde, el virrey de España. Adyacente se encuentra la Capilla Palatina. Los servicios turísticos del Palacio y de la Capilla Palatina están confiados a la Fundación Federico II.[cita requerida]

## Composición
La Asamblea está compuesta por setenta diputados elegidos por sufragio universal directo cada cinco años por los electores de Sicilia. Hasta 2017, el número de miembros era 90. Desde el 25 de mayo de 1947 hasta la actualidad hubo XVIII legislaturas, inicialmente con una duración de cuatro años, mientras que desde 1971 fue de cinco años. Por primera vez la XIV legislatura concluyó prematuramente en 2008 debido a la dimisión del presidente de la región, Salvatore Cuffaro. El mecanismo electoral actual, que incluye un umbral del 5% de la lista, prevé colegios provinciales de 62 miembros más el presidente electo y un candidato a presidente con más votos entre los no electos. Los seis escaños restantes se asignarán a la mayoría para alcanzar los 42 miembros.

### Sistema electoral
Desde 1947 hasta 1996, la Asamblea Regional Siciliana contaba con 90 diputados regionales elegidos con el sistema proporcional sobre la base de las nueve circunscripciones provinciales, mientras que el presidente de la región y los asesores eran elegidos por los diputados. En las elecciones de 2001, la presidencia regional siciliana se convirtió en un cargo de elección directa y la Ley Tatarella se aplicó temporalmente para elegir a 72 diputados de las circunscripciones provinciales, mientras que 18 provenían de la lista del presidente electo y uno del segundo clasificado entre los candidatos a presidente, con un umbral del 4%.
En 2005 se aprobó una nueva ley electoral que creó un sistema electoral mixto con los siguientes parámetros:
- De los 90 diputados, 80 se eligen mediante un sistema proporcional en las circunscripciones provinciales, con una barrera electoral del 5% a nivel regional para cada partido;
- los escaños proporcionales se distribuyen sólo a nivel provincial;
- La distribución a nivel provincial (proporcional a la población y por tanto variable cada semestre) fue: 7 escaños para la provincia de Agrigento, 4 para Caltanissetta, 17 para Catania, 3 para Enna, 11 para Messina, 20 para Palermo, 5 para Ragusa, 6 para Siracusa, 7 para Trapani;
- Se eligen hasta 9 diputados (incluido el presidente) con la lista regional del candidato presidencial para alcanzar el umbral de 54 escaños mayoritarios;
- Se reserva un escaño para el candidato que quede en segundo lugar en las elecciones presidenciales.

Con la modificación de la ley en 2013, el número de diputados se redujo a 70 a partir de las elecciones regionales de 2017. El proceso de selección en el sistema actual tiene los siguientes parámetros:
- De los 70 diputados, 62 se eligen mediante un sistema proporcional en circunscripciones provinciales, con una barrera electoral del 5% a nivel regional para cada partido;
- los escaños proporcionales se distribuyen sólo a nivel provincial;
- La distribución a nivel provincial (proporcional a la población y por tanto variable cada semestre) es: 6 escaños para la provincia de Agrigento, 3 para Caltanissetta, 13 para Catania, 2 para Enna, 8 para Messina, 16 para Palermo, 4 para Ragusa, 5 para Siracusa, 5 para Trapani;
- Se eligen 7 diputados (incluido el presidente) con la lista regional del candidato presidencial.
- Se reserva un escaño para el candidato que quede en segundo lugar en las elecciones presidenciales.

### Grupos políticos
La Asamblea Regional Siciliana está compuesta actualmente por los siguientes grupos políticos:
| Partido | Partido                  | Escaños | Posición |
| ------- | ------------------------ | ------- | -------- |
|         | Forza Italia             | 14/70   | Gobierno |
|         | Hermanos de Italia       | 12/70   | Gobierno |
|         | Partido Democrático      | 11/70   | Gobierno |
|         | Movimiento 5 Estrellas   | 11/70   | Gobierno |
|         | Democracia Cristiana     | 6/70    | Gobierno |
|         | Primero Italia – Liga    | 5/70    | Gobierno |
|         | Populares y Autonomistas | 5/70    | Gobierno |
|         | Sur llama Norte          | 3/70    | Gobierno |
|         | Grupo mixto              | 3/70    | Gobierno |

## Presidentes (1947–presente)
| N.º                                                                 | Nombre                        | Legislatura | Período | Período | Partido | Partido |
| ------------------------------------------------------------------- | ----------------------------- | ----------- | ------- | ------- | ------- | ------- |
| 1                                                                   | Ettore Cipolla                | I           | 1947    | 1951    |         | UQ      |
| 2                                                                   | Giulio Bonfiglio              | II          | 1951    | 1955    |         | DC      |
| 3                                                                   | Giuseppe La Loggia            | III         | 1955    | 1956    |         | DC      |
| 4                                                                   | Giuseppe Alessi               | III         | 1956    | 1959    |         | DC      |
| 5                                                                   | Ferdinando Stagno D'Alcontres | IV          | 1959    | 1963    |         | DC      |
| 6                                                                   | Rosario Lanza                 | V           | 1963    | 1967    |         | DC      |
| 6                                                                   | Rosario Lanza                 | VI          | 1967    | 1971    |         | DC      |
| 7                                                                   | Angelo Bonfiglio              | VII         | 1971    | 1974    |         | DC      |
| 8                                                                   | Mario Fasino                  | VII         | 1974    | 1976    |         | DC      |
| 9                                                                   | Pancrazio De Pasquale         | VIII        | 1976    | 1979    |         | PCI     |
| 10                                                                  | Michelangelo Russo            | VIII        | 1979    | 1981    |         | PCI     |
| 11                                                                  | Salvatore Lauricella          | IX          | 1981    | 1986    |         | PSI     |
| 11                                                                  | Salvatore Lauricella          | X           | 1986    | 1991    |         | PSI     |
| 12                                                                  | Paolo Piccione                | XI          | 1991    | 1993    |         | PSI     |
| 13                                                                  | Angelo Capitummino            | XI          | 1993    | 1996    |         | DC      |
| 14                                                                  | Nicola Cristaldi              | XII         | 1996    | 2001    |         | AN      |
| 15                                                                  | Guido Lo Porto                | XIII        | 2001    | 2006    |         | AN      |
| 16                                                                  | Gianfranco Micciché           | XIV         | 2006    | 2008    |         | FI      |
| 17                                                                  | Francesco Cascio              | XV          | 2008    | 2012    |         | PdL     |
| 18                                                                  | Giovanni Ardizzone            | XVI         | 2012    | 2017    |         | UDC     |
| (16)                                                                | Gianfranco Micciché           | XVII        | 2017    | 2022    |         | FI      |
| 19                                                                  | Gaetano Galvagno              | XVIII       | 2022    |         |         | FdI     |
| Fuente: Assemblea Regionale Siciliana – I Presidenti dell'Assemblea |                               |             |         |         |         |         |